# 젓가락 받침대

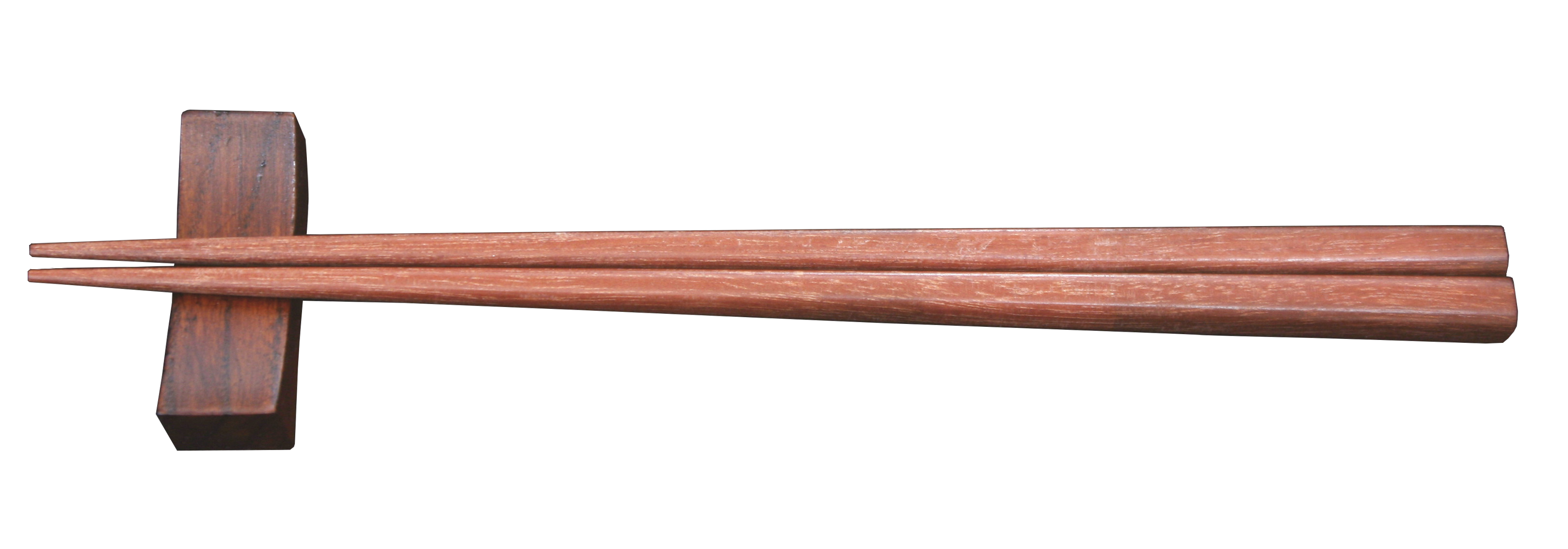

젓가락 받침대는 칼 받침대나 숟가락 받침대와 비슷한 식탁용 식기류로서, 젓가락이 테이블 위에 놓이게 하면서도 젓가락이 테이블에 굴러다니지 않게 하고 오염되지 않게 한다. 젓가락 받침대는 가정보다는 식당에서 더 흔히 발견된다. 모양과 제작 성분은 다양한데, 점토, 목재, 플라스틱, 금속, 유리, 도기, 비취 등으로 만든다. 젓가락이 종이 슬리브로 된 경우 슬리브를 젓가락 받침대 쪽으로 펼치기도 한다.

## 같이 보기
- 젓가락
- 수저받침